# Gatyás ölyv
A gatyás ölyv (Buteo lagopus) a madarak osztályának vágómadár-alakúak (Accipitriformes) rendjébe, ezen belül a vágómadárfélék (Accipitridae) családjába tartozó faj.

## Előfordulása
Európa, Ázsia és Észak-Amerika északi részének tundráin és erdős tundráin költ, rövidtávú vonuló, de enyhébb időben áttelel.

### Kárpát-medencei előfordulása
Magyarországon októbertől márciusig rendszeresen előfordul, változó mennyiségben. A legtöbb télen viszonylag ritka, de egyes teleken jóval nagyobb mennyiségben is megjelenik. A legtöbbször az Alföldön észlelik. A 2012. januárban végrehajtott madárszámlálás eredménye alapján 316 gatyás ölyv telelt Magyarországon.
2018-ban a madárszámlálás adatai alapján 264 itthon telelő gatyás ölyvet figyeltek meg a madarakat számlálók.

## Alfajai
- Buteo lagopus lagopus (Pontoppidan, 1763) - Európa és Nyugat-Szibéria északi része
- Buteo lagopus menzbieri (Dementiev, 1951) - Közép- és Kelet-Szibéria északi része
- Buteo lagopus kamtschatkensis (Dementiev, 1931) - Kamcsatka
- Buteo lagopus sanctijohannis (Gmelin, 1788) - Alaszka és Kanada [2]

## Megjelenése
Testhossza 50–60 centiméter, szárnyfesztávolsága 120–150 centiméteres, testtömege 700–1600 gramm. A tojó nagyobb és testesebb a hímnél. Faroktollainak töve fehér és fekete végszalagja van. A csüdje tollas.
|  |

## Életmódja
Kisebb rágcsálókkal, lemmingekkel és pockokkal táplálkozik. Egy helyben lebegve kiszemeli áldozatát, majd lecsap.

## Szaporodása
Május hónapi nászrepülés közben hallatják hangjukat. Lehetőleg a tavalyi fészküket foglalják el. Fészküket sziklapárkányra, ritkán fára vagy földre rakják. A fészek ágakból és gallyakból készül, melyet fűvel és mohával bélelnek ki. Fészekaljuk függ a táplálékállatok számától, általában 2-5 tojást rak, de bőség esetén a 9 darab sem ritka, lemmingek hiányában viszont esetleg nem is költ. Táplálékhiány esetén csak a legerősebb fióka éli túl a költést.
|  |  |

## Védettsége
A Természetvédelmi Világszövetség Vörös Listáján nem fenyegetett fajként szerepel. Magyarországon védett, természetvédelmi értéke 50 000 forint.